# Transpapa
Transpapa ist ein deutscher Spielfilm von Sarah-Judith Mettke aus dem Jahr 2012 mit Luisa Sappelt und Devid Striesow in den Hauptrollen. Die Deutschland-Premiere fand beim 33. Filmfestival Max Ophüls Preis im Januar 2012 in Saarbrücken statt, seine internationale Premiere hatte der Film beim Zurich Film Festival im September 2012. Der deutsche Kinostart des von der teamWorx Kinospielfilmproduktion in Koproduktion mit SWR, BR und der Filmakademie Baden-Württemberg produzierten Films war am 22. November 2012. Seine Fernsehpremiere hatte der Film am 5. Dezember 2012 im SWR Fernsehen im Rahmen der Reihe Debüt im Dritten.

## Handlung
Die 15-jährige Maren Probst lebt in Berlin-Prenzlauer Berg zusammen mit ihrer Halbschwester bei ihrer Mutter Ulrike. Ihren Vater, einen Schriftsteller, hat sie seit fünf Jahren nicht mehr gesehen. Nachdem sie von ihm eine Geburtstagskarte erhalten hat, erfährt sie von Ulrike sehr zögerlich, dass der Vater nicht, wie sie glaubt, in Nepal auf einem Selbstfindungstrip weilt, sondern transgeschlechtlich ist und sich inzwischen geschlechtsangleichenden Maßnahmen unterzogen hat, nun Sophia heißt und in Köln lebt.
Unter dem Vorwand, sich in Stuttgart bei der Tante ihrer Schulfreundin Zora bei Mercedes-Benz das Geld für den Führerschein zu verdienen, macht sich Maren heimlich auf den Weg zu Sophia nach Köln ins spießige Vorstadt-Haus des verwitweten Rentners Wolfgang, des vorgeblichen Großonkels von Sophias guter Freundin, dessen Haushalt sie führt. Sophia ist überglücklich über die Begegnung. Maren aber fällt es sehr schwer, ihren Vater als Frau zu akzeptieren. Als Maren den Abend heimlich beim Enkel der Nachbarn verbringt, erfährt sie von diesem, dass Sophia und Wolfgang ein Paar sind. Inzwischen hat Sophia Ulrike über Marens Aufenthalt in Köln verständigt. Am nächsten Tag bekommt Maren von Wolfgang das Geld für den Führerschein, Ulrike holt Maren ab, und beide fahren zurück nach Berlin.

## Produktion
Die Dreharbeiten fanden im Januar und Februar 2011 in Köln und Umgebung statt.

## Auszeichnungen
Auf dem Filmfestival Max Ophüls Preis 2012 bekam der Film den Preis der saarländischen Ministerpräsidentin.
Beim Filmkunstfest Mecklenburg-Vorpommern 2012 erhielten Sarah Judith Mettke den NDR-Regiepreis und den Preis der Jury der deutschsprachigen Filmkritik in der FIPRESCI sowie Devid Striesow und Luisa Sappelt den Preis für die beste darstellerische Leistung.

## Kritiken
„Das von zwei überzeugenden Hauptdarstellern getragene Drama unterläuft geschickt transsexuelle (Film-)Klischees sowie jede Form von Thesenhaftigkeit. Ein ebenso kluger wie unaufdringlicher, subtil auf Zwischentöne setzender Film über eine außergewöhnliche Eltern-Kind-Beziehung.“

„Devid Striesow spielt grandios und ohne alle Fummel-Klischees seinen zur Frau mutierten Anti-Vater.“

„Mettke gelang mit ihrem Abschlussfilm des Regie-Studiums an der Filmakademie Baden-Württemberg eine gefühlvolle jedoch niemals sentimentale Ballade vom Wert solcher Tugenden wie Ehrlichkeit und Offenheit. […] Der Film wird zur ergreifenden Erzählung von der Schwierigkeit, sich selbst zu finden. Eine Problematik, die jeden Menschen betrifft, egal welcher Herkunft oder sexuellen Orientierung. Da diese Problematik außerordentlich massenwirksam beleuchtet wird, hat der Film große Chancen auf einen enormen Publikumserfolg.“